# سنكلير سي 5 (دراجة كهربائية)
سنكلير سي 5 (Sinclair C5) عبارة عن دراجة ثلاثية العجلات تعمل بالبطارية:(تعمل بالكهرباء). بدئة ذالك في اوج أهتمام المخترع كليف سينكلير الطويل الأمد بالسيارات الكهربائية. على الرغم من وصفها على نطاق واسع بأنها «سيارة كهربائية»، وصفها المخترع سنكلير بأنها «مركبة، وليست سيارة».  
أصبح كليف سينكلير واحدًا من أشهر المليونر في المملكة المتحدة، وحصل على لقب فارس، على خلفية مجموعة عمله في Sinclair Research الناجحة للغاية لأجهزة الكمبيوتر المنزلية في أوائل الثمانينيات. كان ياتئمل من أن يكرار نجاحه في سوق السيارات التي تعمل بالكهربائية، الذي قد غرار انه حان الوقت لتباع نهج جديد. ظهرت C5 من مشروع سابق لإنتاج سيارة كهربائية صغيرة تسمى C1. بعد التغيير في القانون، مدفوعًا بالضغط من مصنعي الدراجات، طور سنكلير C5 كدراجة ثلاثية العجلات تعمل بالكهرباء بهيكل من مادة البولي بروبيلين وهيكل صممته شركة Lotus Cars . كان من المفترض أن تكون الأولى في سلسلة من السيارات الكهربائية الطموحة، لكن تطوير طرزيين C10 و C15 لم يتقدم على أرض الوقع فقط بل على الورق فقط.
في العشر من يناير 1985، تم كشف الستارعن سيارة C5 في حدث إطلاق مبهرج وجذاب، لكنها لم تلق استقبالًا حماسيًا من وسائل الإعلام البريطانية، ولقد أفسدت مبيعاتهم بسبب المراجعات الضعيفة ومخاوف السلامة التي أعربت عنها منظمات المستهلكين والسيارات وحدود السيارة - قصيرة المدى، والسرعة القصوى التي لا تتجاوز 15 ميلاً في الساعة (24 كم/ساعة) وأيضا أنها لا يمكنها مقاومة عوامل الطقس القاسية - جعل منها غير عملية لتلبية احتياجات معظم الناس، وقد تم تسويقها كبديل للسيارات والدراجات، ولكن انتهى به الأمر إلى عدم جذب أنتباه أي مجموعة من المالكين ولم تكن متاحًا في المتاجر إلا بعد عدة أشهر من إطلاقها. وفي غضون ثلاثة أشهر من الإطلاق، انخفض الإنتاج بنسبة 90٪. لم ترتفع المبيعات أبدًا على الرغم من توقعات Sinclair المتفائلة وتوقف الإنتاج تمامًا بحلول أغسطس 1985. من أصل 14000 C5s تم تصنيعها، تم بيع 5000 فقط قبل أن تدخل الشركة المصنعة لها، Sinclair Vehicles ، في الحراسة القضائية.
تم وصف C5 بأنها «واحدة من أعظم القنابل التسويقية للصناعة البريطانية بعد الحرب العالمية الثانية»  وأيضا من جهة أخرئ أنها «سيئة السمعة أو أنها مثال على الفشل» على الرغم من فشلها التجاري، استمرت C5 في أن تصبح عنصرًا هواس لهواة الجمع لمحبي مثل هذه الانواع من السيارات. ومن جانب أخر تم شراء آلاف C5s غير المباعة من قبل المستثمرين وبيعها بأسعار مبالغ فيها بشكل كبير، تصل إلى 6000 جنيه إسترليني مقارنة بقيمة التجزئة الأصلية البالغة 399 جنيهًا إسترلينيًا، أنشأ الاشخاص المتحمسون لئ السيارة نوادي خاصة وقام البعض بتعديل سياراتهم بشكل كبير، وإضافة بعض الاشخاص عجلات أكبر ومحركات نفاثة ومحركات كهربائية عالية الطاقة لدفع C5s بسرعة تصل إلى 150 ميلاً في الساعة (240 كم/ساعة).
.

## التصميم

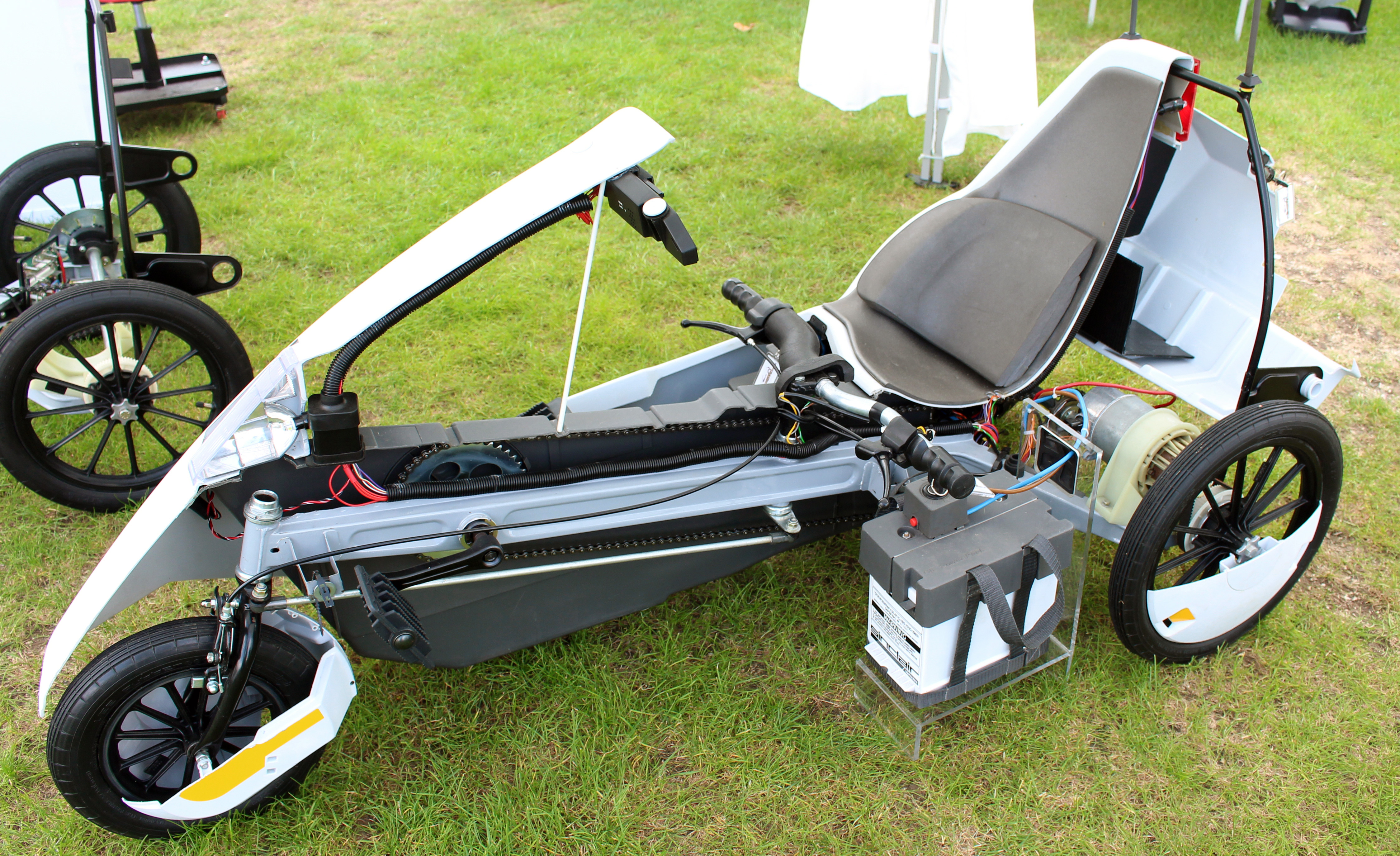
C5 مع إزالة الجانب الأيسر من هيكل الجسم ، موضحًا الدواسات والهيكل وسلسلة القيادة والبطارية والمحرك الكهربائي

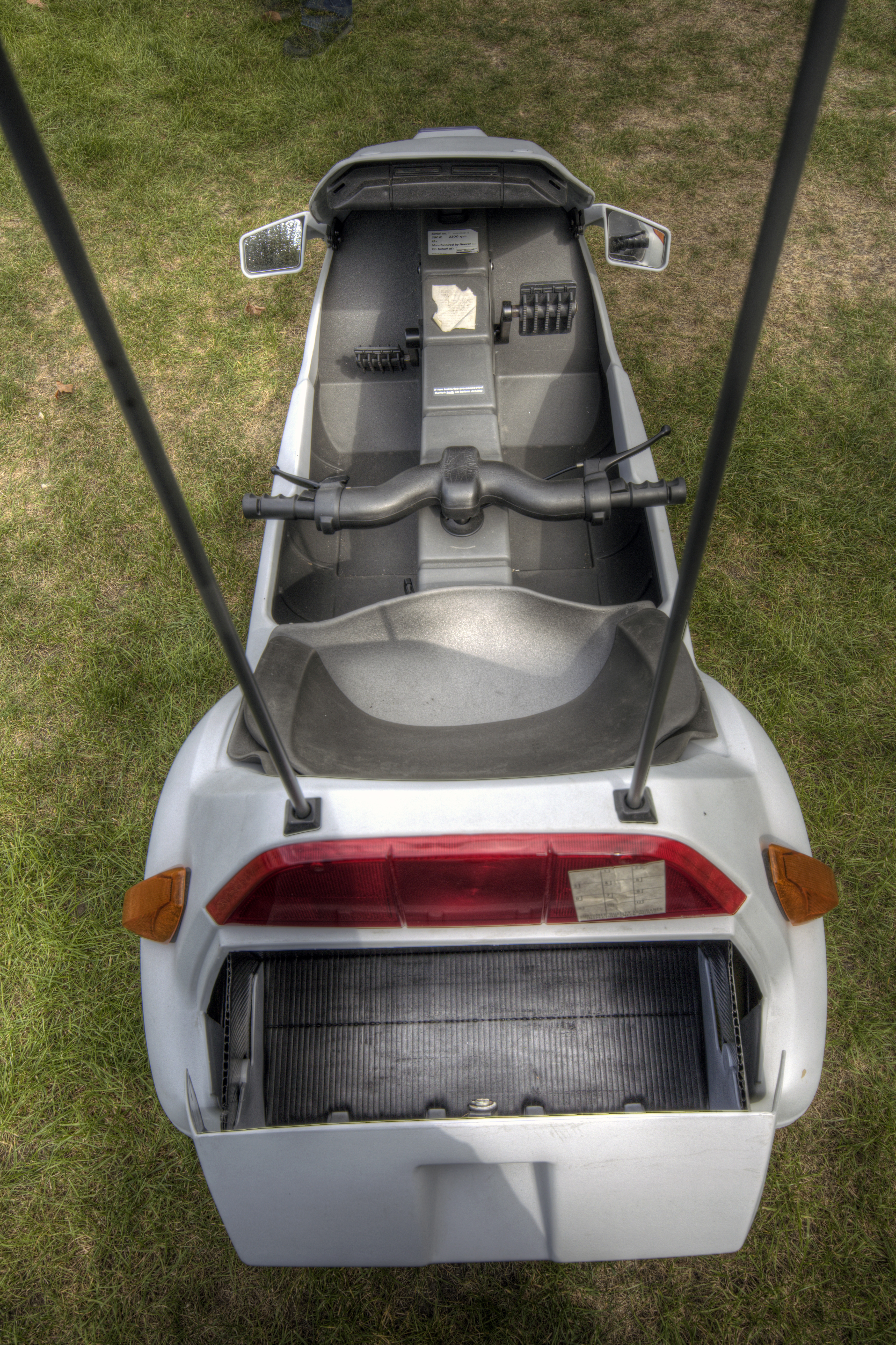
يظهر C5 من الخلف ، ويظهر قمرة القيادة للسائق وحجرة الأمتعة المفتوحة في الخلف

يتكون C5 في الغالب من البولي بروبيلين، وطوله 174.4 سم (68.7 بوصة)، وعرضه 74.4 سم (29.3 بوصة) وارتفاعه 79.5 سم (31.3 بوصة). يزن حوالي 30 كيلوغرامًا (66 رطلاً) بدون بطارية و 45 كيلوغرامًا (99 رطلاً) بواحد. يتكون الهيكل من مكون فولاذي على شكل حرف Y مع مقطع عرضي يبلغ حوالي 5.5 سم (2.2 بوصة) بمقدار 4 سم (1.6 بوصة). تحتوي السيارة على ثلاث عجلات، واحدة من 317 ملم (12.5 بوصة) في المقدمة واثنتان من 406 ملم (16.0 بوصة) في العمق.
يجلس السائق في وضع الاستلقاء في قمرة القيادة المكشوفة، ويقود سيارته عبر مقود يقع بين الركبتين ويوجد مفتاح تشغيل ودواسة وفرامل أمامية وخلفية على المقود. كإضافة أو استبدال للطاقة الكهربائية، يمكن أيضًا دفع C5 عبر دواسات تشبه الدراجة موجودة في مقدمة قمرة القيادة، تبلغ السرعة القصوى لـ C5 غير المعدلة 15 ميلاً في الساعة (24 كم/ساعة). يوجد في الجزء الخلفي من السيارة صندوق أمتعة صغير بسعة 28 لترًا (1 قدم مكعب). نظرًا لأن C5 لا يحتوي على قير للعودة للخلف، يتم عكس الاتجاه عن طريق الخروج وأمساك الواجهة الأمامية وتدويرها يدويًا.
من جهة أخرى يتم تشغيل C5 بواسطة بطارية كهربائية حمضية تعمل بمحرك 12 فولت بمعدل مستمر من 250W وسرعة قصوى تبلغ 4100 دورة في الدقيقة وبالاقتران مع محرك معدات من مرحلتين يزيد عزم الدوران بعامل 13، وبدونه لن يتمكن المحرك من تحريك السيارة عندما يكون الشخص على متنها. ومع ذلك، فإن المحرك يخضع لدرجة حرارة عالية. ويزداد عزم الدوران مع زيادة الحمل على السيارة الكهرباية، على سبيل المثال عن طريق التسلق على منحدر شديد الانحدار. أظهرت اختبارات سنكلير أنه يمكنه التعامل مع الطاقة بحد أقصى 1 في 12 (8٪) ويمكنه إدارة الميل 1 في 7 (14٪) باستخدام الدواسات. مع انخفاض سرعة المحرك، يزداد تدفق التيار عبر لفاته، ويسحب ما يصل إلى 140 أمبير عند سرعة التوقف، سيؤدي هذا إلى تلف المحرك بسرعة كبيرة في حالة استمراره، لذلك تتم مراقبة حمل المحرك باستمرار بواسطة إلكترونيات C5. أذا توقف المحرك تحت الحمل الكامل، تقوم الإلكترونيات بتعطيل المحرك بعد 4 ثوانٍ، بينما إذا كان تحت حمل ثقيل (حوالي 80 أو 90 أمبير)، فإنه يتحرك لمدة مابين دقيقتين أو ثلاث دقائق. يحذر المقاوم الحساسة للحرارة داخل المحرك السائق إذا بدأت السيارة في الوصل للحرارة الزائد وفصل المحرك بعد وقت قصير، وتوفير خط دفاع ثالث بواسطة شريط معدني مثبت على المحرك. إذا تم الوصول إلى درجة حرارة مفرطة جدا، فإن الشريط يتشوه وتنقطع الطاقة.
على الرغم من وصفها عادة بأنها سيارة كهربائية، إلا أن C5 تعتمد أيضًا بشكل كبير على قوة الدواسة في السيارة. وقد تم تصميم بطارية السيارة لتوفير 35A لمدة ساعة واحدة عند الشحن الكامل أو النصف لمدة ساعتين، مما يمنح C5 مدى 20 ميلاً (32 كم)، وتستخدم الشاشة في قمرة القيادة مصابيح LEDs خضراء وحمراء لعرض البطارية لئ حالة الشحن. قم بإيقاف تشغيل الأجزاء واحدًا تلو الآخر للإشارة إلى وقت القيادة المتبقي، ويشير الضوء الأخير إلى أنه لم يتبق سوى عشر دقائق من الطاقة في البطارية، وبعد ذلك يتم إيقاف تشغيل المحرك ويترك السائق للاعتماد على الدواسات اليدوية، وتشير شاشة أخرى عبر مصابيح LED خضراء وحمراء، إلى مقدار التيار الكهربئي المستخدم. C5 هو وضع التشغيل الأكثر اقتصادًا عند أذن يستخدام كمية منخفضة من التيار، ويشار إليه باسم المصابيح الخضراء وعندما تكون الأضواء حمراء، ويكون المحرك تحت حمولة عالية ويحتاج السائق إلى استخدام طاقة الدواسة لتجنب ارتفاع درجة الحرارة وإغلاقها.
تم بيع C5 في البداية بما يعادل تكلفة 399 جنيهًا إسترلينيًا، ولكن للحفاظ على القيمة أقل من 400 جنيه إسترليني، تم بيع عدد من المكونات كملحقات أختيارية. وشملت هذه الانوار والمرايا والألواح والئ ما ذالك، و"High-Vis Mast" يتكون من شريط عاكس على عمود، مصمم لجعل C5 أكثر عمليتا في حركة المرور.أشار كتيب ملحقات Sinclair C5 إلى أن «المناخ البريطاني ليس دائمًا مثاليًا للقيادة» وقد الشركة مجموعة من العوازل المقاومة للماء للحفاظ على جفاف سائقي C5 في قمرة القيادة المفتوحة للسيارة وشملت الملحقات الأخرى وسائد المقاعد والبطاريات الاحتياطية.

## تاريخا

### الاصل
نشأ اهتمام (السير كلايف سنكلير) بإمكانيات السيارات الكهربائية في أواخر الخمسينيات من القرن الماضي خلال وظيفة في الإجازة لشركة الإلكترونيات Solatron. بعد خمسة عشر عامًا، في أوائل السبعينيات، كان رئيسًا لشركته الناجحة للإلكترونيات، Sinclair Radionics ، ومقرها في St Ives في كامبريدجشير. وقد كلف أحد موظفيه، كريس كاري - لاحقًا مؤسسًا مشاركًا لشركة Acorn Computers - بإجراء بعض الأبحاث الأولية في تصميم السيارة الكهربائية.
رأى سنكلير أن السيارة الكهربائية بحاجة إلى التصميم من الألف إلى الياء، وقد إعادة التفكير بشكل عميق في مبادئ تصميم السيارات بدلاً من مجرد تجميع المكونات الكهربائية في طراز المعمول به، وكان يعتقد أن المحرك هو مفتاح الرئيسي لئ التصميم. طور سنكلير وكاري محركًا بدئيا تم تثبيته على سكوتر مخصص للاطفال، مع زر على المقود لتفعيله، ومع ذلك، لم يصل البحث إلى أبعد من ذلك، مع ذالك لأن تطوير سنكلير لأول آلة حاسبة للجيب "Slimline" - وهو Sinclair Executive وخلفاؤه - كان له الأسبقية. لم يتم القيام بأي أعمل آخر جديدة على السيارات الكهربائية لمعظم بقية السبعينيات. 

### التطوير المبكر: C1
لم يعد سنكلير إلى تطوير السيارات الكهربائية حتى أواخر عام 1979. في حوالي عيد الميلاد في ذلك العام، دعا توني وود روجرز، وهو موظف سابق في Radionics ، إلى إجراء عمل استشاري بشأن «تحقيق أولي في سيارة كهربائية شخصية». وكان الملخص لتقييم خيارات إنتاج سيارة لشخص واحد تكون بديلاً للدراجة البخارية وستبلغ سرعتها القصوى 30 ميلاً في الساعة (48 كم/ساعة). على الرغم من أن وود روجرز كان مترددًا في بدئ الامر، إلا أنه كان مفتونًا بفكرة وجود سيارة كهربائية ووافق على مد يد العون ل سنكلير. سميت السيارة C1 (الحرف C الذي يرمز إلى Clive). قام ببناء عدد من النماذج الأولية لإظهار مبادئ التصميم المختلفة وتوضيح المواصفات النهائية.
ظهرت مواصفات C1 بحلول نهاية العام، وكما كان ذالك سيلبي احتياجات النقل لمسافات قصيرة، بحد أدنى 30 ميلاً (48 كم) على بطارية مشحونة بالكامل. تعكس هذا الأرقام الرسمية التي تظهر أن المتوسط من رحلة السيارة اليومية كان 13 ميلاً فقط (21 كم)، بينما كان متوسط رحلة الدراجة البخارية أو الدواسة 6 ميل (9.7 كـم) .وقد تم تصور المستخدمين على أنهم ربات منازل وركاب كبار في السن وشباب مراهقون، والذين قد يستخدمون الدراجات أو الدراجات البخارية للسفر. ستكون السيارة الكهربائية أكثر أمانًا ومقاومة للطقس، وستوفر مساحة لنقل العفش. وسيكون من السهل القيادة والوقوف في أي مكان وأن يدخل السائق أو يخرج بسهولة، وسيتطلب ذالك الحد الأدنى من الصيانة. وسيتم تصميم السيارة من أجل من أبساطة مكونات باستخدام مواد بلاستيكية وجسم بولي بروبيلين. كما أنها ستكون أرخص بكثير من السيارة الاخرئ، وذالك حيث أنها تبلغ تكلفتها 500 جنيه إسترليني (1488)) على الاعلى.
وأحد من مجالات التطوير التي كانت تتجنبها سنكلير عن قصد هو تقنية البطاريات. في الواقع، فاق عدد السيارات الكهربائية التي تعمل ببطاريات حمض الرصاص عدد المركبات التي تعمل بمحركات الاشتعال الداخلي وفي عام 1912 تم تسجيل ما يقرب من 34000 سيارة كهربائية في الولايات المتحدة الأمريكية  ومع ذلك، تحسنت كفاءة محركات الاشتعال الداخلي بشكل كبير بينما تقدمت تكنولوجيا البطاريات بشكل بطيئ، مما أدى إلى هيمنة المركبات التي تعمل بالبنزين والديزل على السوق. بحلول عام 1978، من بين 17.6 مليون سيارة مسجلة على طرق بريطانيا، كانت 45000 سيارة كهربائية فقط تستخدم في الاستخدام اليومي، و 90٪ كانت ل عربات حليب. اختارت شركة سنكلير أن تعتماد على تقنية بطارية حمض الرصاص الحالية، وتجنب التكلفة الكبيرة لتطوير نوع أكثر كفاءة، وكان المنطق أنه إذا انطلق سوق السيارات الكهربائية، فسوف يتقدم مصنعو البطاريات لتطوير بطاريات أفضل وأفضل.
انتقل برنامج التطوير إلى جامعة إكستر في سنة 1982، حيث تم تزويد هيكل C1 بأغلفة من الألياف الزجاجية واختباره في نفق في الهواء الطلق .تم الاعتراف في مرحلة ما مبكرة أن المركبة يجب أن تكون ديناميكية هوائية؛ على الرغم من أنه كان من المفترض فقط أن تكون صغيرة وبطيئة نسبيًا، إلا أن تقليل مقاومة السيارة الكهربائية لئ الرياح كان يُنظر إليه على أنه ضروري لكفاءة السيارة.  بحلول مارس 1982، تم وضع التصميم الأساسي لـ C1. وثم لجأ سنكلير إلى شركة تصميم السيارات القائمة انا ذالك، Ogle Design of Letchworth ، لتقديم المساعدة المهنية في التصميم وهندسة الإنتاج. ومع ذلك، لم يكن نهج Ogle يرضي Sinclair؛ ولقد تناولوا المشروع باعتباره مشروعًا لتصميم السيارات وركزوا بشكل أكبر وبشكل مكلف على الديناميكا الهوائية بدلاً من تكنولوجيا الدورة التي استند إليها C1. زاد وزن السيارة إلى أكثر من 150 كيلوغرام (330 رطل) ، وهو ما يزيد بكثير عن المواصفات المطلوبة من Sinclair. بحلول مارس 1983، قرر Sinclair و Wood Rogers إيقاف برنامج C1. يعلق Wood Rogers على أن Ogle كان مقتنعًا بأن C1 سيكون فاشلاً، حيث أخبر Sinclair أنها لن تكون بالسرعة الكافية، وأن السائق سوف تتبلل قدمها عندما تمطر وأن البطارية لم تكن جيدة بما يكفي. 
لتغطية تكاليف التطوير العالية بشكل كبير للسيارة، قرر سنكلير زيادة رأس المال من خلال بيع بعض أسهمه في Sinclair Research لبناء وتمويل شركة مستقلة تركز على السيارات الكهربائية. وقد تم التوصل إلى صفقة بقيمة 12 مليون جنيه إسترليني في مارس 1983، وتم استخدام 8.3 مليون جنيه إسترليني منها لتمويل إنشاء شركة سنكلير للمركبات الجديدة. عينت سنكلير باري ويلز، الموظف السابق المخضرم في شركة DeLorean Motor Company ، لقيادة شركة Sinclair Vehicles كمدير عام لها. على الرغم من أن ويلز أعرب في بدئ الامر عن شكوكه بشأن السيارة الكهربائية فقد أقنعته سنواته 25 في صناعة السيارات بأن السيارة الكهربائية لنيكون لن يكون لها مستقبل - وقد نجح سنكلير من إقناعه بأن المشروع سينجح. في عام 1984، تم إنشاء المكتب الرئيسي الجديد لشركة Sinclair Vehicles في كوفنتري في ويست ميدلاندز، وهي منطقة ذات صلة قوية بصناعة السيارات.
تعززت آفاق المشروع من خلال التغييرات في نهج الحكومة البريطانية تجاه السيارات الكهربائية. في مارس 1980، ألغت رسوم ضريبة للمركبات الكهربائية وبحلول بداية عام 1983، كانت وزارة النقل تعمل على تشاريع من شأنه إدخال فئة جديدة من المركبات - "electrically assisted pedal cycle". وكان لهذا عدد من المزايا المهمة من وجهة نظرسنكلير. وسيقوم هذا التشريع باعفاء مثل هذه السيارة من التأمين وضريبة المركبات، ولن يحتاج السائق إلى رخصة قيادة أو خوذة، وكلها مطلوبة للدراجات البخارية. التشريع، الذي تم تمريره في أغسطس 1983، كان مدفوعًا بحملة ضغط من قبل الشركات المصنعة الاخرئ مثل رالي التي أرادت بيع الدراجات الكهربائية.
أدرك سنكلير أنه يمكن بسهولة تصميم سيارته الكهربائية لتلبية التشاريع الجديد. نظرًا لأن فئة "electrically assisted pedal cycle" كانت جديدة جدًا، فلا توجد مركبات موجودة في السوق تفي بالمعايير المنصوص عليها في التشريع الجديد. ومع ذلك، فقد فرضت عددًا من القيود التي حدت من أداء أي مركبة من شأنها أن تفي بموجب المعايير الجديدة. ستقتصر السرعة القصوى القانونية للسيارة على 15 ميل في الساعة (24 كم/س) ؛ ولا يمكن أن يزيد وزنه عن 60 كيلوغراما (130 رطلا)، بما في ذلك البطارية؛ ولا يمكن تصنيف محركها بأكثر من 250 واط.
على الرغم من هذه القيود، كان يُنظر إلى السيارة على أنها الخطوة الأولى فقط في سلسلة من السيارات الكهربائية الطموحة بشكل متزايد.وقد قصد سنكلير إثبات الجدوى من النقل الشخصي الكهربائي؛ وكان الأمل، تمامًا كما وجدت سنكلير النجاح في أجهزة الكمبيوتر المنزلية مثلZX81 وZX Spectrum الناجحة بشكل كبير، وأيضا أن السيارة الكهربائية ذات الأسعار المعقولة يمكن أن تطلق العنان للطلب الكبير في سوق أذ لم يكن موجودًا في السوق من قبل.  ومع ذلك، لم يقم سنكلير بأبحاث في السوق للتأكد مما إذا كان هناك بالفعل سوق لسيارت الكهربائية؛ وكما علق مدير وكالة إعلانات الاتصال المبدئي في يناير 1985، (استمر المشروع حتى مرحلة النموذج الأولي «تمامًا بناءً على قناعات السير كلايف»). 

### التطوير والتصميم
مع مواصفات Sinclair الجديدة في متناول اليد، عمل Ogle على تصميم ثلاثي العجلات وأطلق عليه اسم C5، والذي يحمل أوجه تشابه مع Bond Bug السابق بثلاث عجلات - تصميم Ogle آخر. كان توجيه مقود السيارة من بنا وأفكار وود روجرز، الذي قرر في البداية أن عجلة القيادة لن تكون عملية لأنها ستجعل من المستحيل على السائق الدخول والخروج بسهولة - وهو عيب خطير في السلامة. ويعلق قائلاً إن «وضع المسك المساعد على جانبي السائق جعل من السهل التوجيه وشعر بأنه طبيعي للغاية». وقُدم نموذج أولي إلى 63 أسرة في المجموعات الديموغرافية A و B و C1 و C2 في بيئات الريفية والبلدات لتحديد موقع الضوابط على النحو الصحيح؛ وكان هذا هو البحث الخارجي الوحيد الذي تم إجراؤه على C5  في خريف عام 1983، جولبات Wills Lotus Cars لإنهاء تفاصيل السيارة، وبناء نماذج أولية واختباره، وتنفيذ الاختبار والمضي قدمًا بالبرنامج إلى الإنتاج.  تم تطوير C5 على مدار 19 شهرًا في ظروف سرية كبيرة، حيث تم إجراء الاختبارات على الأرض لإثبات جمعية أبحاث صناعة السيارات في ليسيسترشاير.
تم إجراء المزيد من التحسينات الديناميكية الهوائية في إكستر مع تطوير صفائح جديدة للجسم مما أدى إلى مزيد من التخفيضات في سحب السيارة. ومع ذلك، كان هناك شعور بأن هناك شيئًا ما يفتقر إلى التصميم وتم إحضار المصمم الصناعي جوس ديسبارات البالغ من العمر 23 عامًا لتحسين مظهرالهيكل. ولقد فاز في ما مضائ بمسابقة تصميم السيارات الكهربائية برعاية Sinclair في الكلية الملكية للفنون وتم تعيينه عند تخرجه لإنشاء استوديو داخلي لتصميم السيارات في Sinclair's Metalab في كامبريدج، والذي أصبح أول موظف فيه. لم يكن هذا هو المشروع الأول لديسبارات فحسب، بل كان، وكما قال لاحقًا، «اليوم الأول من حياتي العملية» عندما حضر إلى مبنى سنكلير. لقد فوجئ عندما رأى C5 لأول مرة، حيث كان يتوقع سيارة كهربائية «مناسبة». قال لاحقًا إنه يعتقد أن «المفهوم يبدو مستقبليًا ولكنه يفتقر إلى التطبيق العملي. لم يكن هناك أدوات ولا مكان لوضع أي شيء ولا سمات أمنية.» أخبر ديسبارات سنكلير أنه يجب عليهم إعادة التصميم من الصفر، وكان «يسأل ماذا كنا نفعله بشأن الإنارة، والمرايا والانوار الخلفية، ومؤشرات النطاق». ومع ذلك، فقد فات الأوان على ذلك ؛ وقد اتخذتم بالفعل جميع قرارات التصميم الرئيسية. أخبر ديسبارات سنكلير أنه سيحتاج إلى أربعة أشهر لإعادة النظر في التصميم وتم منحه ثمانية أسابيع بدلاً من ذلك.  وقد أبتكر التصميم الذي تم استخدامه لنموذج الإنتاج النهائي لـ C5 ، مع إضافة حواف للعجلات وحجرة للعفش الصغيرة لاحقًا. كان Desbarats أيضًا مسؤولًا عن إنشاء ملحق High-Vis Mast ، حيث شعر بعدم الارتياح لكونه قريبًا جدًا من الأرض مع احتمال عدم تمكن السائقين الآخرين من رؤيته والاصطدام به. وقد وصف مساهمته لاحقًا بأنها «تحويل مركبة قبيح لا طائل من منها إلى مركبة أجمل وأكثر أمانًا وأكثر قابلية للاستخدام» 

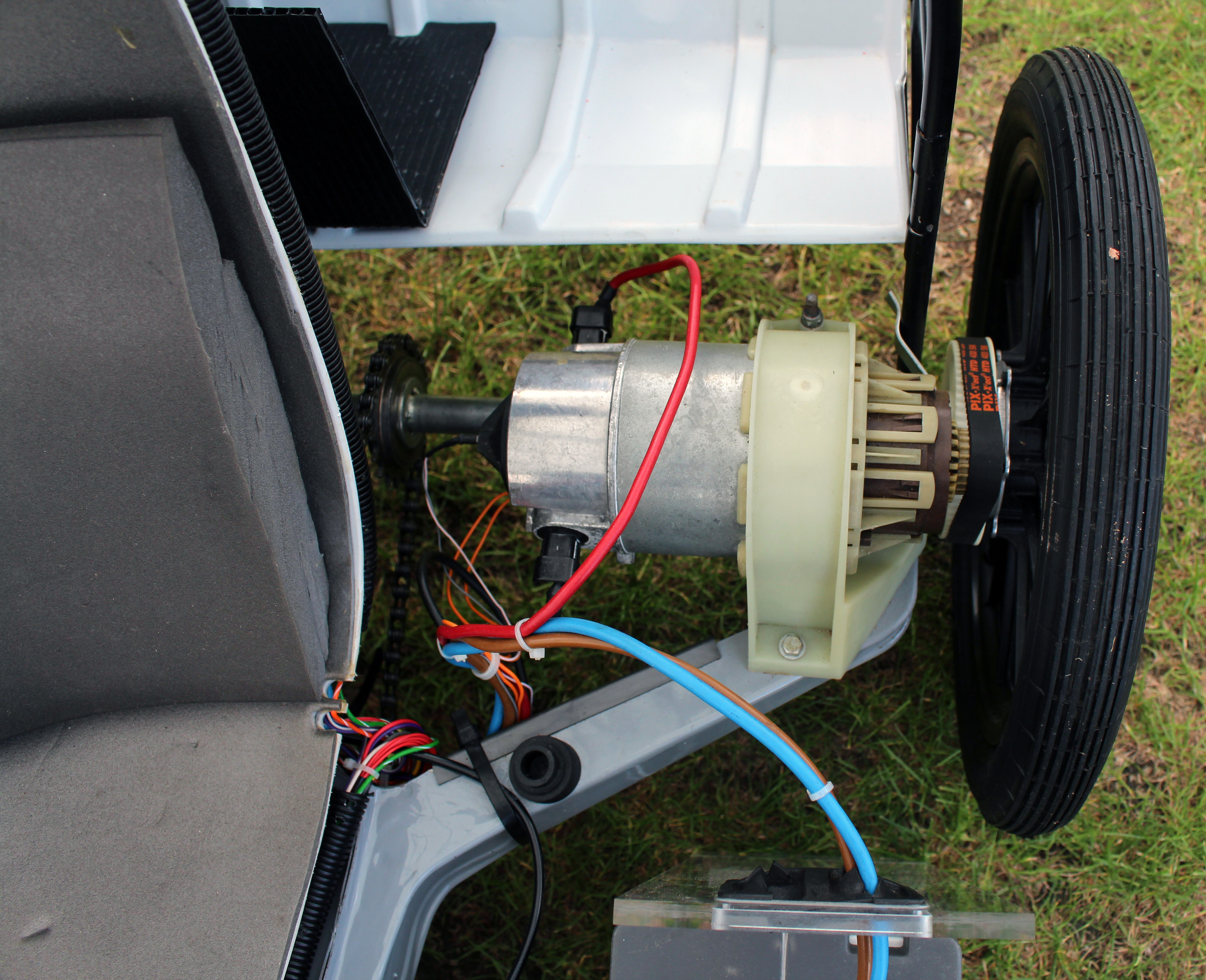
المحرك الكهربائي C5 ، الذي يقود العجلة الخلفية اليسرى

يتكون هيكل C5 من معدنيين مضغوطين متطابقين يتم ربطهما في الأعلى والأسفل بلوحة مغلقة من الخلف. ويفتقر إلى نظام تعليق منفصل، وبدلاً من ذلك يعتمد على الهيكل الذي يحتوي على ما يكفي من النحنا.  تم إنتاج محركها في إيطاليا بواسطة Polymotor، وهي شركة تابعة لشركة Philips الهولندية.  على الرغم من أنه قيل لاحقًا أن المحرك الكهربائي C5 كان يعمل بمحرك غسالة منزلية،  فقد تم تطوير المحرك في الواقع من تصميم تم إنتاجه لقيادة مروحة تبريد الشاحنة. وقدمت لوتس علبة التروس والمحور الخلفي بناءً على تصميم لأعمدة توجيه في السيارات وقد تم إنتاج إلكترونيات C5 بواسطة (MetaLab)، وهي شركة فرعية تابعة لشركة Sinclair. تم تجميع العجلات من إطارات مصنوعة في تايوان وعجلات من إيطاليا. قدمت Oldham Batteries بطارية حمض الرصاص التي تم تطويرها لشركة Sinclair والتي يمكنها إدارة أكثر من 300 دورة تفريغ الشحن التي تم تحديدها في الأصل.
وصُنع الهيكل من صفيحتيين بولي بروبيلين مصبوبتين بالبلستيك قدمتهما ثلاث شركات مصنعة ؛ . صنع JJ Harvey من مانشستر القوالب، وقدمت Linpac السطح، وقدمت ICI المواد الخام. وفقًا لرودني ديل، كان قالب السطح العلوي «أحد أكبر - إن لم يكن أكبر - قوالب البلاستيك من نوعه في المملكة المتحدة: ربما حتى في العالم».  عكست عملية التصنيع طموح Sinclair لخط إنتاج C5. اتت مجموعة في قالب واحدة قادرة على إنتاج ما يصل إلى 4000 جزء كل في أسبوع. تم ربط جزئي القشرة معًا عن طريق لف شريط حول الجوانب، ومحاذاة Jig (tool)، والضغط عليهما معًا وتمرير تيار كهربائي عبر الشريط لتسخينه وإذابته. تم استخدام نفس العملية لصنع القطع الأمامية والخلفية لـ أوستن مايسترو واستغرق إكمالها حوالي 70 ثانية فقط.  على الرغم من أن سنكلير قد فكرت في إنتاج C5 في مصنعDeLorean في Dunmurry في أيرلندا الشمالية، والذي كان لديه أحد أكثر مرافق تصنيع الهيكل البلاستيكي الآلي تقدمًا وتطورن في أوروبا، إلا أن هذا لم ينجح، حيث فشلت شركة DeLorean Motor Company وإفلاسات أفلاسان مثير للجدل أدى إلى إغلاق المصنع.. 
بدلاً من ذلك، تم تسليم عمل تجميع قطع C5 إلى شركة Hoover في ربيع عام 1983. حيث اتصلت وكالة التنمية الويلزية (WDA) بشركة هوفر لسؤالهم عما إذا كانوا يرقبون بأن يصبحوا المقاولون الرئيسسيين لشركة Sinclair ، «الذين كانو يعملون على سيارة كهربائية، وكمنتج جانبي لجل البحث، وقد صمموا دراجة بمساعد كهربائية. وقالو إنهم يبحثون عن مقاول من يمكنهم أن يعهدوا إليه بالقطع».  وقد كان الاقتراح يناسب جميع الأطراف. كانت WDA حريصة على دعم مصنع غسالات Hoover في Merthyr Tydfil ، الواقع في وديان جنوب ويلز المنكوبة اقتصاديًا. تم إغراء هوفر بتوقعات سنكلير لمبيعات 200000 وحدة سنويًا، بزيادة إلى 500000. رأى سنكلير مصنع هوفر وخبرته كمطابقة جيدة لتقنيات التصنيع الخاصة بهم.حيث تم توقيع عقد في غضون بضعة أشهر 

### الإنتاج والتوزيع والدعم
تم إنتاج C5 في سرية تامة كبيرة في جزء منفصل من مصنع Hoover مع مرافق خاصة به. في البداية تم تنفيذ العمل من قبل فريق صغير من الأشخاص في غرفة مغلقة، ولكن مع زيادة الإنتاج، قام هوفر بتركيب خطين للإنتاج في MP7 لئ البناء، متصلين بالمصنع الرئيسي بواسطة نفق. وتم وضع منصة اختبار في نهاية خط الإنتاج لاختبار كل C5 بحثًا عن الأعطال. وقام ذراع ميكانيكي بمحاكاة وزن شخص يزن 12 حجرًا (170 رطلاً ؛ 76 كجم) واختبرت مكابح السيارة تحت الوزن الزئد. في نهاية العملية، تم لف C5s التي اجتازت الاختبار في صناديق من الورق المقوى وتحميلها مباشرة على شاحنات التوزيع في عدد كبير وقد تم إنفاق حوالي 100000 جنيه إسترليني لإنشاء المصنع. 
تم إنشاء مراكز توزيع في Hayes في Middlesex وPreston في Lancashire وOxford للتعامل مع C5s. رتبت Hoover 19 مزيد من مكاتب خدماتها في جميع أنحاء المملكة المتحدة - المسؤولة عن صيانة المكانس الكهربائية والغسالات للعملاء - لصيانة C5s وتوفير قطع الغيار  كان من المقرر أن يدعم المكونات الاستهلاكي الرئيسي لـ C5، البطارية، 300 من Comet و Woolworths . 
قامت Hoover بتدريب مهندسيها على إنتاج C5s واختبرت عمليات التصنيع من خلال تجميع وتفكيك وإعادة تجميع 100 C5s  بدأ الإنتاج الكامل في نوفمبر 1984 وبحلول أوائل يناير 1985 تم تصنيع أكثر من 2500 C5s  ويمكن لكل خط إنتاج ’ إنتاج 50 مركبة في الساعة، وكان هوفر قادرًا على إنتاج ما يصل إلى 8000 C5s في الأسبوع
. .

### الإطلاق

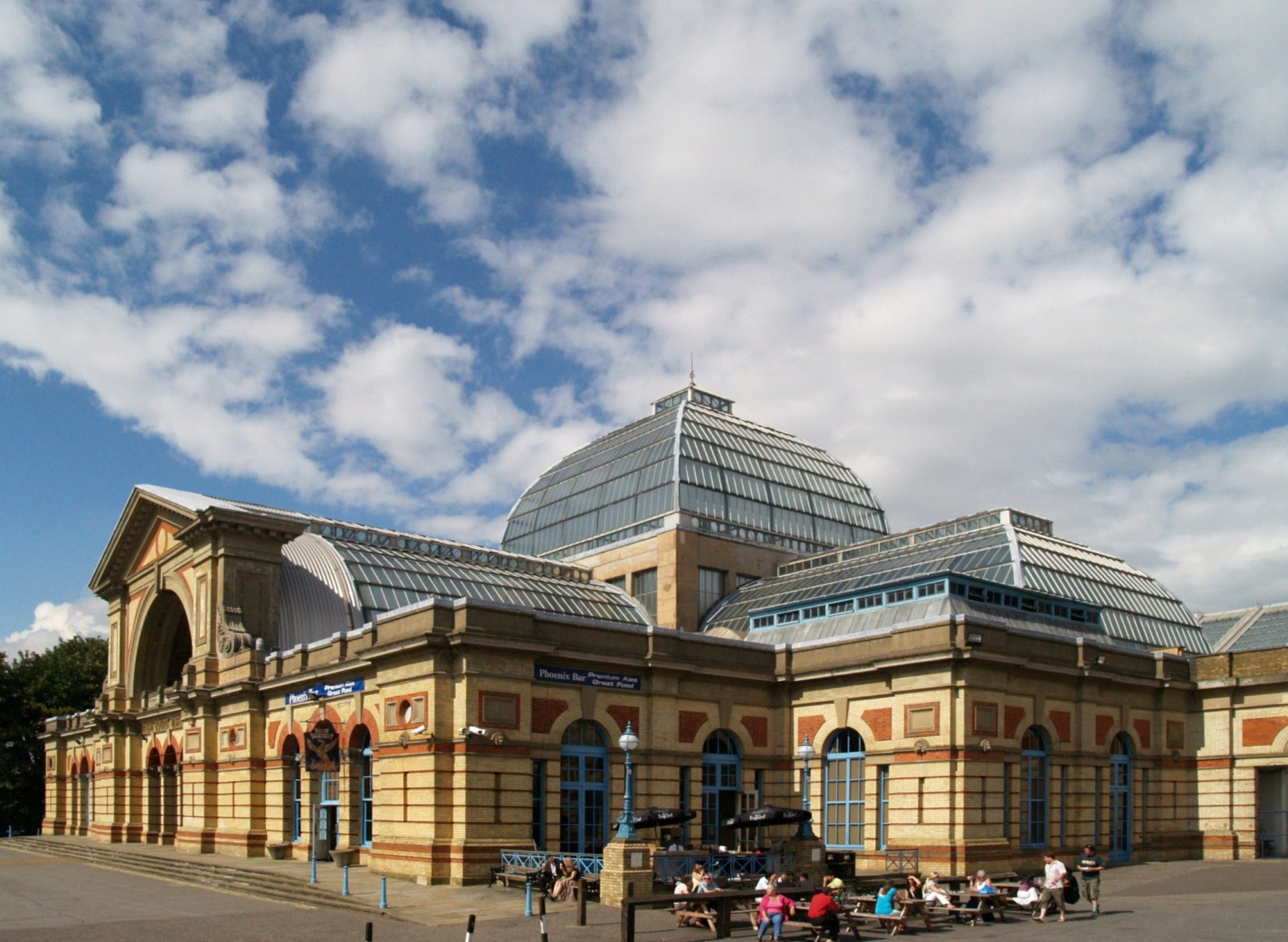
الكسندرا بالاس ، حيث تم إطلاق C5 في 10 يناير 1985

جاءت أخبار مشروع Sinclair C5 مفاجأة عندما أصبح الإعلان علنيًا وجذب اهتمامًا كبيرًا، فضلاً عن الشك. ذكرت مجلة الإيكونوميست في يونيو 1983 أن شركات صناعة السيارات هذه كانت «مذهلة» لكنها حذرة بشأن آفاق سنكلير. على حد تعبير أحد المتنافسين ، «إذا كان أي شخص غير سنكلير، فسنقول إنه كان مجنونًا». سألت الإيكونوميست، «هل يمكن للرجل الذي جمع ثروة من الآلات الحاسبة وأجهزة الكمبيوتر، والتلفزيون المسطحة، أن يكون بهذا الجنون ؟» وتتسال عما إذا كان «أنه يرتكب خطأ مروعًا»، تنبؤ أعتقده المطلعون على الصناعة كيف من المحتمل أن يكون 
تم إطلاق C5 في 10 يناير 1985 في الكسندرا بالاس في شمال لندن. تم تنظيم الحدث بأسلوب Sinclair لئ الجذاب المعتاد، حيث توزع النساء حزم ومجموعات متنوعة من الهدايا الترويجية: المجلات والقبعات والبلوفر والقمصان وحلقات المفاتيح وأقنعة الشمس والشارات والأكواب والحقائب وحتى اللعاب فيديو ل C5. تم الكشف عن السيارة بشكل دراماتيكي ؛ C5s ستة تقودها نساء يرتدين ملابس رمادية وصفراء انفجرت من ستة صناديق من الورق المقوى، وقودات السيارة حول الساحة، واصطفت جنبًا إلى جنب. حملة إعلانية مطبوعة وتلفزيونية بقيمة 3 ملايين جنيه إسترليني لمدة ثلاثة أشهر.  سيكون C5 متاحًا في البداية عن طريق طلب البريد بتكلفة 399 جنيهًا إسترلينيًا وسيتم بيعه لاحقًا عبر المتاجر الكبرى. 
أصدرت Sinclair كتيبًا لامعًا للمبيعات يصف السيارة بأنها جزء من تمرين مستمر في «تقليل حجم الكبار، وتحويل الطغاة إلى خدم شخصيين». سلط الكتيب الضوء على إنجازات سنكلير في إنتاج آلات حاسبة محمولة وأجهزة الكمبيوتر المنزلية وأجهزة تلفزيون المنزلية بأسعار معقولة، وأعلن، «مع C5، تعيد Sinclair Vehicles النقل الشخصي والخاص إلى حيث ينتمي - في أيدي الشخص نفسه».  أظهرت الصور المصاحبة للنص ربات البيوت والمراهقين الذين يقودون السيارة C5 إلى المتاجر ومحطات السكك الحديدية والملاعب الرياضية - على حد تعبير كتاب التكنولوجيا إيان أدامسون وريتشارد كينيدي، «سماء زرقاء صافيه ممتلة بالرحلات الكهربائية وسائقيها»..
سنحت لئ الصحافة فرصة لتجربة C5 ولكن ثبت أن هذا، كما قال آدمسون وكينيدي، «كارثة غير مشروطة». عدد كبير من آلات المعروضة لم يعمل ، كما اكتشف الصحفيون المجتمعون هناك ذالك بسرعة. أطلقت صحيفة صنداي تايمز على C5 اسم «كرسي حمام الفورمولا 1»؛ مراسلها «تحركت خمس ياردات في الطريق عندما حدث شيء قريب وصدرات صوتيًا قريب وتوقف هذا المحرك البلاستيكي عن العمل». وقال ' مراسل الجارديان بطارية فارغة بعد سبع دقائق فقط ،  وأيضا أ أن C5 لا يمكنه التعامل مع المنحدرات في قصر ألكسندرا. «أثبت المحرك الكهربائي بقدرة 250 واط الذي يقود إحدى العجلات الخلفية أنه غير قادر على تشغيل C5 حتى المنحدرات اللطيفة دون استخدام طاقة الدواسة. سرعان ما أحدثت الدراجة ثلاثية العجلات ضوضاء» بيب«بيب» حزينة تشير إلى أنه ارتفاعات درجة حرارة المحرك  حتى سائق السباقات السابق ستيرلينغ موس واجه مشاكل عندما جرب C5 على الطرق حول قصر الكسندرا. ذكرت صحيفة The Globe and Mail الكندية ذكر أنه بينما كان قد بدأ بشكل جيد، «ابتسامة ساخره على وجهه وهو يتحدى بعضًا من أسوأ السيارات الكهربائية في العالم حيث كانت تتناثر على وجهي أبخرا الشحنات والسيارت وحتا أن بمكاني القيادة تحتها تقريبًا»، وواجه مشاكل عندما وصل إلى تل: «في هذه المرحلة أدركت أن البطارية قد نفدت. في يوم من أيام في لندن الباردة والضبابية، ريت رجل يقودها وكان يتعرق بشكل واضح وكبير.» 
أثار توقيت وموقع حدث الإطلاق - في منتصف الشتاء، على قمة تل مغطى بالثلوج والجليد - وانتقادات لاحقًا حتى من المديرين التنفيذيين في سنكلير، الذين اعترفوا بشكل غير رسمي بأن ظروف الربيع ربما كانت أفضل لعرض السيارة مع القليل من الحماية من المناخ البريطاني. ووصفتها صحيفة «فاينانشيال تايمز» بأنه «أسوأ توقيت ممكن لإطلاق ما قيل أنه مركبة غيرجادة تسير على الطرق». يصفها كاتب سيرة سنكلير رودني ديل بأنها «مخاطرة غير محسوبة (أو خاطئة في التقدير)»، مشيرًا إلى أن الإنتاج كان جاريًا بالفعل، وبدأت التفاصيل تتسرب إلى الصحافة «ولم يكن من الممكن تأجيل الإطلاق حتى يوم ربيعي مشرق.» وبرر اختيار يناير بأنه ضروري بسبب الحاجة إلى إطلاق سراح C5 «في أقرب وقت ممكن خشية أن تكون التكهنات الخاطئة قد تضر أكثر مما تنفع».  ومن جهة أخرى يقدم Rob Gray تفسيرًا بديلاً، وهو أن تاريخ الإطلاق قد تم تقديمه لأن أموال تطوير Sinclair كانت منخفضة.

### تاريخ المبيعات

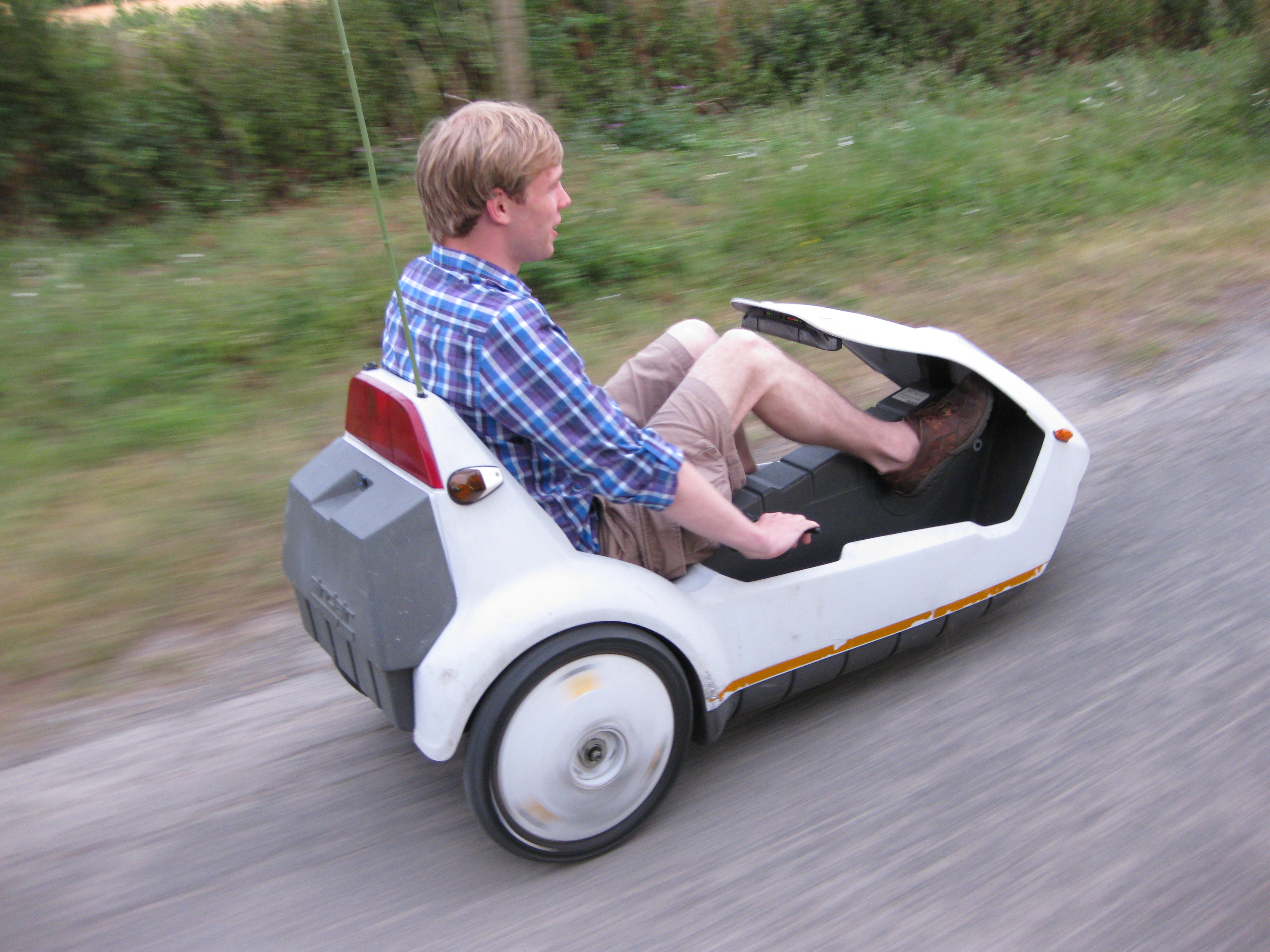
يقود سنكلير سي 5

### زوال مركبات سنكلير

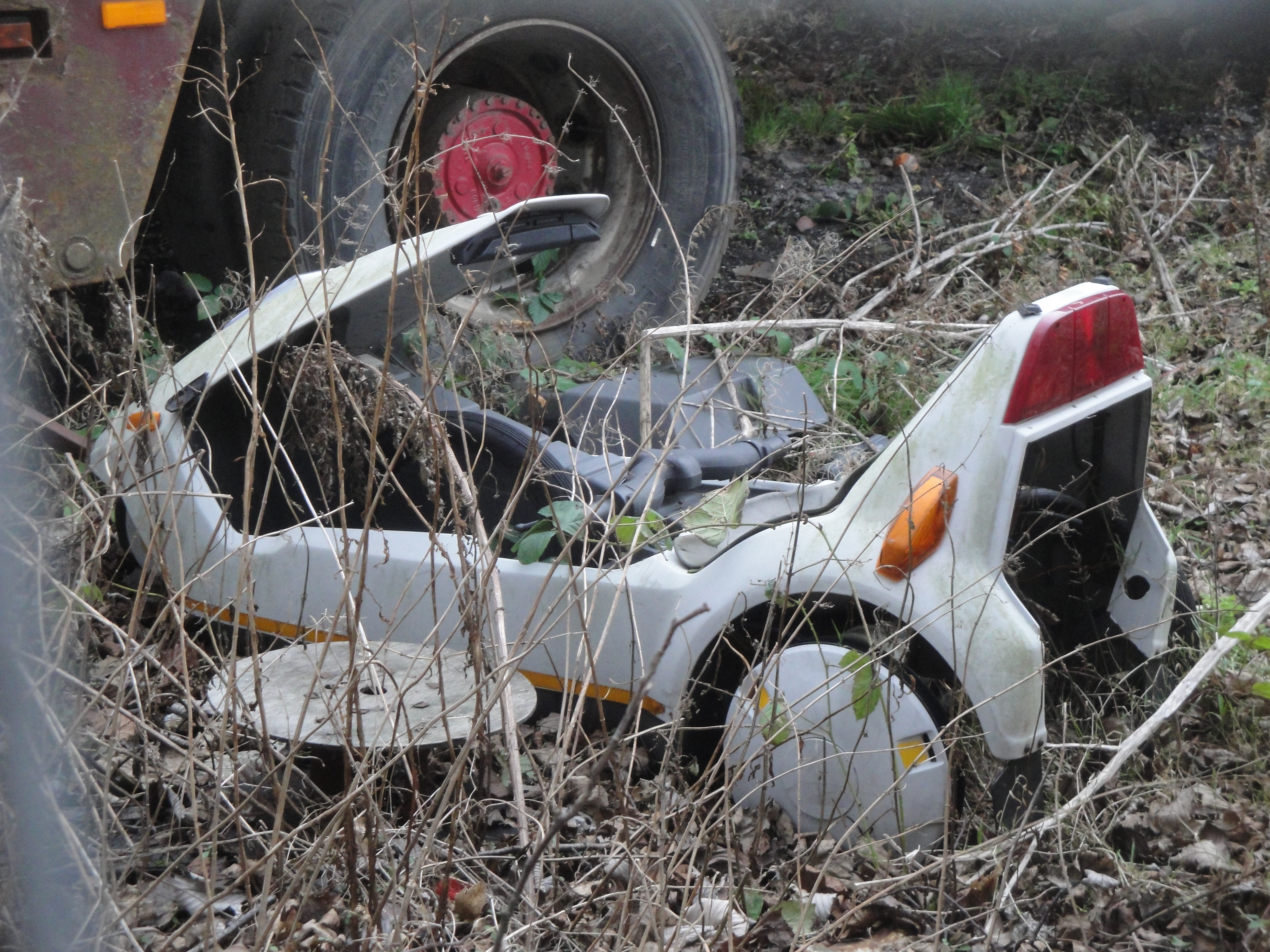
مهجورة سنكلير سي 5 في فايف ، اسكتلندا

### من التخبط إلى الأفق

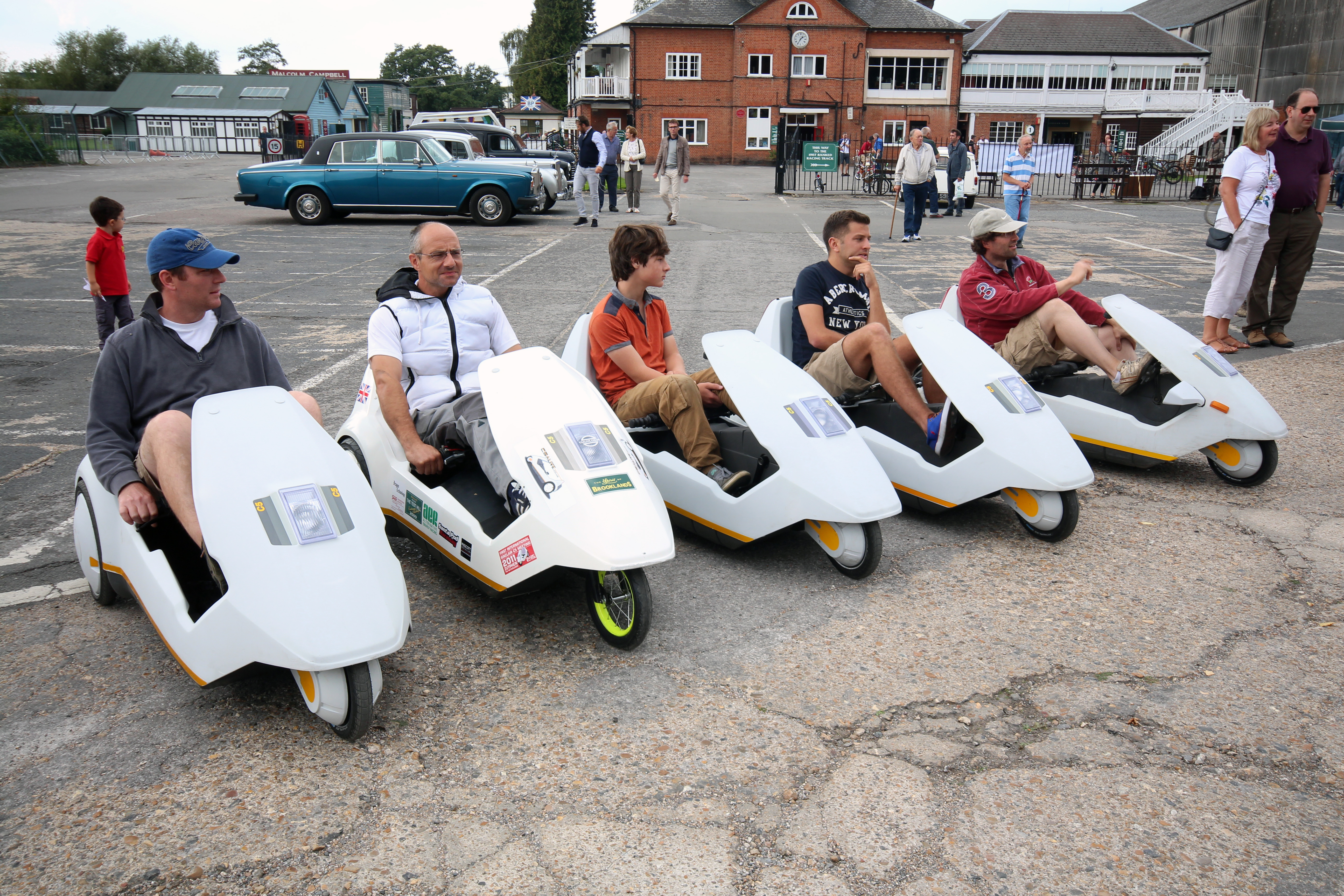
عشاق C5 يجتمعون في متحف بروكلاندز

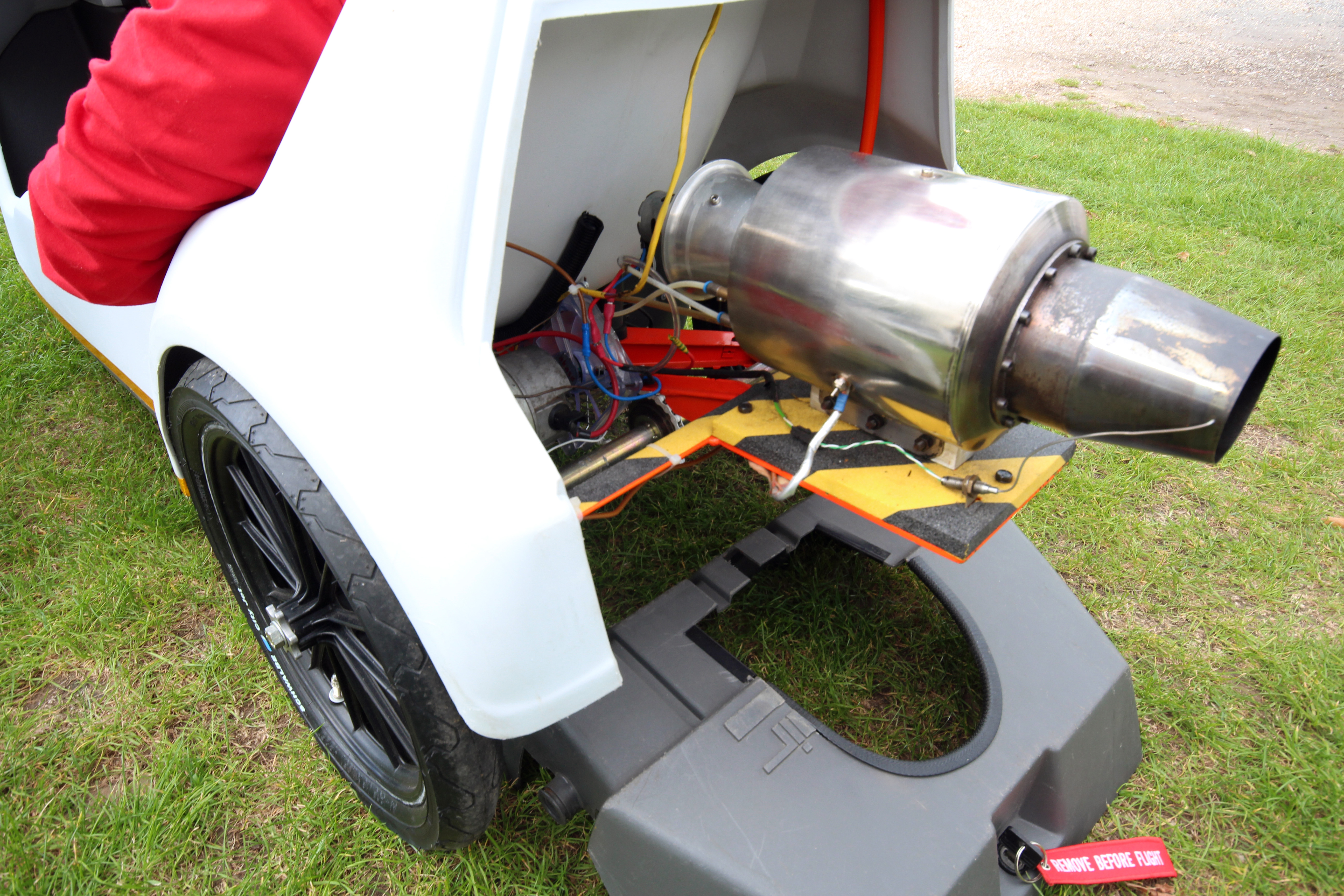
C5 معدلة بشكل كبير مزودة بمحرك نفاث